# Mechowiska Sulęczyńskie
Mechowiska Sulęczyńskie este o arie protejată (sit de importanță comunitară — SCI) din Polonia întinsă pe o suprafață de 45,58 ha, integral pe uscat.

## Localizare
Centrul sitului Mechowiska Sulęczyńskie este situat la coordonatele 54°13′30″N 17°47′11″E / 54.2251°N 17.7863°E.

## Înființare
Situl Mechowiska Sulęczyńskie a fost declarat sit de importanță comunitară în aprilie 2004 pentru a proteja 2 specii de plante.

## Biodiversitate
Situată în ecoregiunea continentală, aria protejată conține 6 habitate naturale: Lacuri și iazuri distrofice naturale, Turbării active, Mlaștini turboase de tranziție și turbării mișcătoare, Depresiuni pe substraturi de turbă de Rhynchosporion, Mlaștini alcaline, Mlaștini împădurite.
La baza desemnării sitului se află mai multe specii protejate de  plante (2): Hamatocaulis vernicosus, moșișoare (Liparis loeselii).